# 심플리치시무스

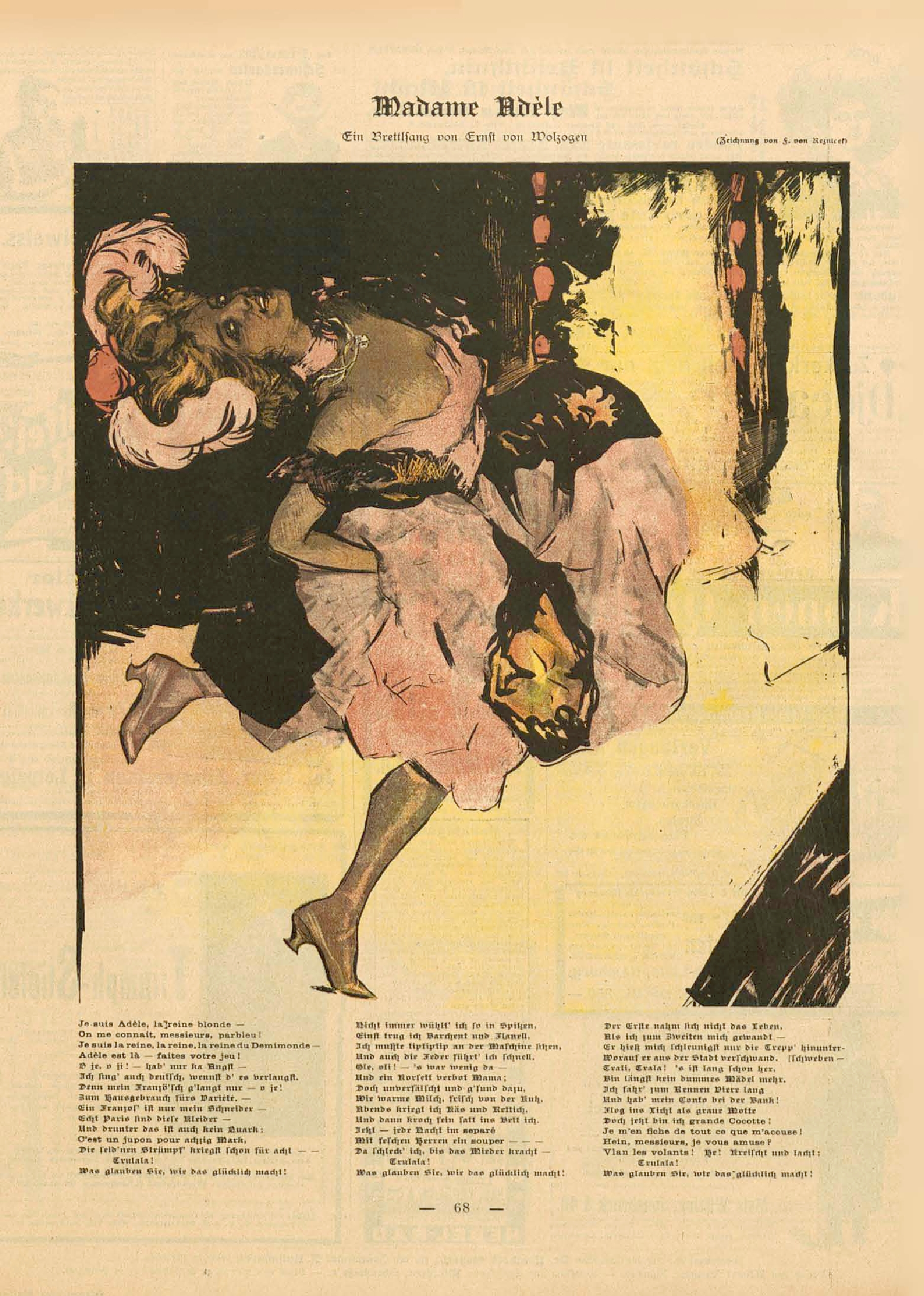

심플리치시무스(Simplicissimus)는 독일의 주간 풍자 잡지였다.

## 역사
뮌헨에서 창간하였고, 1896년부터 1964년까지 발행했다.
나치 시대에 편집장은 스웨덴으로 도피하였지만, 대다수의 일러스트레이터는 제3제국의 입장을 지지했다.

## 내용
토마스 만, 라이너 마리아 릴케, 프랑크 베데킨트, 헤르만 헤세 등의 작품을 실었다. 캐리커쳐를 통해 즐겨 공격하던 타켓층은 프로이센 군대, 식민주의, 교회, 독일의 빈부격차였다.

## 같이 보기
- 바우하우스
- 분리파